# Tännassilma (Türi)
Tännassilma – wieś w Estonii, w prowincji Järva, w gminie Türi.